# 镰刀小煤炱奇异变种
镰刀小煤炱奇异变种（学名：Meliola drepanochaeta var. insignis）是属于小煤炱目小煤炱科小煤炱属的一种真菌，寄生在樟属植物上。该种分布于中国、印度。